# Lisa pro de la F1
Lisa pro de la F1 est un épisode de la série télévisée d'animation Les Simpson. Il s'agit du douzième épisode de la trente-cinquième saison et du 762e de la série.

## Synopsis
Lisa participe à une course de karting et doit surmonter ses peurs liées à la conduite imprudente de son père, Homer. Avec l’aide d’une thérapeute, elle découvre le karting et commence à y prendre goût, progressant jusqu’aux compétitions professionnelles. Pendant ce temps, Bart se lie d’amitié avec un rival de Lisa pour en tirer profit, mais des tensions et des sabotages compliquent la situation. Homer, inquiet pour la sécurité de Lisa, finit par la soutenir, menant à une fin pleine d’action et de réconciliations familiales.

## Réception
Lors de sa première diffusion, l'épisode a attiré 0,87 million de téléspectateurs.